# (8246) Kotov
(8246) Kotov (1979 QT8) – planetoida z pasa głównego asteroid okrążająca Słońce w ciągu 3,42 lat w średniej odległości 2,27 au. Odkryta 20 sierpnia 1979 roku.